# Các vụ án liên quan đến Phan Văn Anh Vũ
Phan Văn Anh Vũ, cựu Thượng tá Công an, doanh nhân bất động sản, bị cáo buộc với sự giới thiệu của Bộ Công an được UBND TP Đà Nẵng bán nhà đất công sản với giá bèo gây thiệt hại lớn cho ngân sách nhà nước. Dưới đây là các vụ án liên quan đến Phan Văn Anh Vũ.

## Vụ kiện nhà báo tội vu khống
Tại thời điểm 8/4 đến 14/5/2017, Tạp chí GTVT điện tử (tapchigiaothong.vn) đã liên tục đăng đàn 8 kì báo phanh phui về những sai phạm nghiêm trọng của Dự án Khu Đô thị Quốc tế Đa Phước (The Sunrise Bay Đà Nẵng). Thủ tướng Chính phủ đã chỉ đạo Bộ Công an vào cuộc điều tra, làm rõ những sai phạm mà Tạp chí GTVT điện tử nêu ra. Tuy nhiên, nhà báo Dương Hằng Nga, trưởng VPĐD Tạp chí Giao thông Vận tải khu vực miền Trung và Tây Nguyên, người viết loạt bài này bị ông Phan Văn Anh Vũ đâm đơn kiện tại Tòa án quận Hải Châu (Tp Đà Nẵng) với tội vu khống. Vụ kiện kéo dài 5 tháng, nguyên đơn là ông Phan Văn Anh Vũ lại vắng mặt không có lí do trong suốt quá trình hòa giải, thu thập bằng chứng. Vì không có chứng cứ nên Tòa đã ra quyết định đình chỉ vụ án.

### Công an cấm nhà báo xuất cảnh
Cùng thời điểm đâm đơn kiện tại Tòa án, ông Phan Văn Anh Vũ còn gửi đơn kiến nghị đến Cơ quan An ninh Điều tra - Công an Đà Nẵng rằng phải "xem xét, truy cứu trách nhiệm hình sự đối với hành vi vi phạm của nhà báo Dương Hằng Nga". Chỉ từ một tờ đơn của ông Phan Văn Anh Vũ, Công an Đà Nẵng đã cấm nhà báo xuất cảnh từ ngày 8/6/2017 trên toàn quốc. Theo luật, một vụ việc dân sự thì chỉ một cơ quan thẩm quyền đó là Tòa án giải quyết. Nhưng Cơ quan An ninh Điều tra lại vào cuộc điều tra lại cấm xuất cảnh như theo luật hình sự. Việc cấm xuất cảnh lại không được thông báo cho đương sự được biết.

#### Quan điểm từ Công an
Trả lời việc này, Đại tá Nguyễn Đức Dũng, Trưởng phòng Tham mưu Tổng hợp Công an Tp Đà Nẵng cho rằng: "Vào thời điểm đó, Công an thành phố tiếp nhận được đơn, tin báo tội phạm đối với công dân Dương Thị Hằng Nga. Thực hiện theo thông tư quy định về tiếp nhận thông tin, tin báo tố giác tội phạm thì Cơ quan An ninh Điều tra Công an Tp Đà Nẵng thực hiện các bước theo tiến trình tiếp nhận xử lý thông tin tố giác tội phạm". "Quá trình này được sự giám sát của Viện Kiểm sát Nhân dân thành phố. Áp dụng các thông tư, quy định của Chính phủ là Nghị định 136 của Chính phủ và Thông tư 21 của Bộ Công an thì Công an Đà Nẵng ra lệnh cấm xuất cảnh 3 tháng đối với công dân Dương Thị Hằng Nga".

#### Quan điểm của luật sư
- Luật sư Phạm Xuân Đạt (Đoàn Luật sư Tp Đà Nẵng) cho rằng vụ việc Công an Đà Nẵng cấm nhà báo Dương Hằng Nga là hoàn toàn sai trái. Việc cấm không đúng thẩm quyền này, hình sự hóa vụ việc lên là làm tổn thất đến tinh thần cũng như vật chất của nhà báo, xâm phạm quyền và lợi ích hợp pháp của một công dân, chưa nói đến là một nhà báo hoạt động tác nghiệp theo Luật Báo chí cho phép.
- Luật sư Trần Văn Cường (Văn phòng Luật sư Trần Văn Cường - Đoàn Luật sư Tp Đà Nẵng) cũng cho hay, vụ việc cấm nhà báo Dương Hằng Nga mà Công an Đà Nẵng đã làm là hoàn toàn không đúng thẩm quyền.[2]

## Tội Cố ý làm lộ bí mật nhà nước
Chiều 30/7/2018 Tòa án Nhân dân Thành phố Hà Nội tuyên án sau một ngày xử kín đối với ông Phan Văn Anh Vũ, 43 tuổi, cùng hai cựu công an khác cùng tội danh. Trong đó, Phan Văn Anh Vũ bị phạt 9 năm tù (sau đó được giảm xuống còn 8 năm). Ông Phan Hữu Tuấn (63 tuổi, cựu trung tướng, cựu Phó Tổng cục trưởng Tổng cục Tình báo, Bộ Công an) bị phạt 7 năm tù. Ông Nguyễn Hữu Bách (55 tuổi, cựu cán bộ Bộ Công an) bị phạt 6 năm tù.

## Vụ án Tổng Giám đốc Ngân hàng Đông Á Trần Phương Bình
Ngày 4 tháng 4 năm 2018, qua điều tra về "Vũ nhôm", Cơ quan Cảnh sát Điều tra - Bộ Công an đã đề nghị Viện Kiểm sát Nhân dân Tối cao truy tố ông Trần Phương Bình - nguyên Tổng Giám đốc DongA Bank và 20 đồng phạm hoàn tất về tội Cố ý làm trái, vi phạm quy định trong cho vay xảy ra tại Ngân hàng TMCP Đông Á (DAB). Trong hàng loạt sai phạm của ông Trần Phương Bình có việc ông Bình đã xuất quỹ sai nguyên tắc, chi 200 tỉ cho Phan Văn Anh Vũ - người đại diện theo pháp luật của Công ty Cổ phần Xây dựng Bắc Nam 79 để Vũ mua cổ phần của DAB. Ông Vũ phải có trách nhiệm hoàn trả 200 tỉ đồng cho DAB.
Ngày 18 tháng 4 năm 2018, Cơ quan Cảnh sát Điều tra Bộ Công an khởi tố bị can đối với Phan Văn Anh Vũ, bổ sung quyết định khởi tố bị can đối với Trần Phương Bình vì liên quan đến hành vi chiếm đoạt 200 tỉ đồng của DAB.
Ngày 27 tháng 11 năm 2018, Tòa án Nhân dân Thành phố Hồ Chí Minh bắt đầu xét xử sơ thẩm vụ án Trần Phương Bình và 25 đồng phạm tội "cố ý làm trái quy định của Nhà nước về quản lí kinh tế gây hậu quả nghiêm trọng", "thiếu trách nhiệm gây hậu quả nghiêm trọng" và "lạm dụng tín nhiệm chiếm đoạt tài sản", gây thiệt hại cho Ngân hàng Thương mại Cổ phần Đông Á - DongA Bank 3.608 tỉ đồng. Phan Văn Anh Vũ là một trong 25 đồng phạm, bị truy tố tội lạm dụng chức vụ, quyền hạn chiếm đoạt tài sản.

### Hình phạt
Ngày 20/12/2018, Trần Phương Bình bị kết án chung thân về tội lạm dụng chức vụ quyền hạn chiếm đoạt tài sản và 20 năm tù về tội cố ý làm trái quy định Nhà nước trong quản lí kinh tế gây hậu quả nghiêm trọng; Bị cáo Phan Văn Anh Vũ 17 năm tù về tội lạm dụng chức vụ quyền hạn chiếm đoạt tài sản, tổng hợp 8 năm tù từ bản án trước là 25 năm tù. Nguyễn Thị Kim Xuyến (Phó Tổng Giám đốc DAB) có vai trò giúp sức tích cực cho Bình dẫn đến thiệt hại 1.574 tỷ đồng và chiếm đoạt 40 tỷ đồng của ngân hàng, Nguyễn Thị Kim Xuyến phải nhận 18 và 20 năm tù lần lượt về các tội danh như ông Bình. Nguyễn Hồng Ánh (cựu cán bộ Công an TP HCM) được Trần Phương Bình phê duyệt cho vay 2.000 lượng vàng bị phạt 10 năm tù về tội Cố ý làm trái quy định của Nhà nước về quản lí kinh tế gây hậu quả nghiêm trọng. Nguyễn Thị Ái Lan (Trưởng phòng Quản lí Tài sản nợ của DAB) thừa nhận sai phạm dẫn đến việc Trần Phương Bình gây thiệt hại 820 tỷ đồng, ngoài ra có tham gia chi lãi suất ngoài trái phép, kinh doanh ngoại hối bị tuyên phạt 9 năm tù. Các bị cáo còn lại nhận mức án từ 2 năm tù treo đến 16 năm tù.

## Vụ án các viên chức Bộ Công an liên quan đến ông Vũ
Hai công ty do Vũ lập và làm chủ trước khi được tuyển làm tình báo viên của Tổng cục Năm là Bắc Nam 79 (Đà Nẵng), Nova Bắc Nam 79 (TP HCM) được sử dụng làm tổ chức bình phong của công an, mọi hoạt động do Vũ trực tiếp điều hành. Từ năm 2009 đến 2016, căn cứ đề xuất của Vũ "Nhôm", Nguyễn Hữu Bách và Phan Hữu Tuấn đã duyệt, ký phát hành hoặc ký nháy trình Bộ Công an thông qua nhiều văn bản, đề nghị UBND TP HCM, Đà Nẵng cho công ty bình phong được nhận quyền sử dụng 7 khu đất công sản với tổng diện tích 6.700 m2 nhà và 26.800 m2 đất, trị giá hơn 2.500 tỷ đồng, gây thiệt hại cho Nhà nước gần 1.160 tỷ đồng.
Chiều 30/1/2019, TAND Hà Nội tuyên phạt bị cáo Phan Văn Anh Vũ tội Lợi dụng chức vụ quyền hạn trong khi thi hành công vụ 15 năm tù. Tháng 10/2018, Vũ bị TAND Cấp cao tuyên phạt 8 năm tù về tội Cố ý làm lộ bí mật nhà nước, tháng 12/2018 bị TAND Thành phố Hồ Chí Minh tuyên phạt 17 năm tù do Lạm dụng chức vụ chiếm đoạt tài sản.
Phan Hữu Tuấn (cựu trung tướng, cựu Phó Tổng cục trưởng Tổng cục V - Tổng cục Tình báo, Bộ Công an) bị phạt 5 năm tù, sau đó được giảm 1 năm còn 4 năm tù tổng hợp bản án 7 năm tù (do "cố ý làm lộ tài liệu bí mật nhà nước" tuyên bố vào năm 2018), hình phạt chung là 11 năm tù.
Nguyễn Hữu Bách (cựu Phó Cục trưởng Cục B61, Tổng cục V, Bộ Công an) bị phạt 5 năm tù, được giảm xuống còn 3 năm 6 tháng, tổng hợp bản án 6 năm tù (về tội "cố ý làm lộ tài liệu bí mật nhà nước" tuyên bố trước đó), hình phạt chung là 9 năm 6 tháng tù. Ông Bách thừa nhận đã soạn thảo văn bản trình lãnh đạo tổng cục và Bộ Công an liên quan việc cho công ty của Vũ "Nhôm" được mua, nhận 6 bất động sản ở Đà Nẵng và Thành phố Hồ Chí Minh và cho biết làm theo chỉ đạo của Phó tổng cục trưởng Phan Hữu Tuấn. Sau đó, được Nguyễn Hữu Bách và Phan Hữu Tuấn giúp sức, Vũ chuyển quyền sử dụng đất từ công ty sang cho cá nhân bị cáo hoặc liên kết kinh doanh, chuyển nhượng cho cá nhân, tổ chức khác nhằm thu lợi bất chính. Một số dự án không triển khai, không có bất cứ hoạt động nghiệp vụ nào phục vụ cho ngành công an.
Bị cáo Bùi Văn Thành (cựu Thứ trưởng Bộ Công an) bị tuyên phạt mức án 2 năm 6 tháng tù về tội Thiếu trách nhiệm gây hậu quả nghiêm trọng. Cựu Thứ trưởng Bộ Công an Bùi Văn Thành thiếu trách nhiệm trong việc chỉ đạo, kiểm tra, theo dõi, thẩm định nhà đất tại số 129 Pasteur (TP HCM), không chỉ đạo Tổng cục IV (Tổng cục Hậu cần - Kỹ thuật, Bộ Công an) có văn bản thông báo để Tổng cục V (Tổng cục Tình báo, Bộ Công an) biết theo dõi cơ sở nhà đất phục vụ mục đích an ninh. Ông Bùi Văn Thành đã ký công văn đề nghị cơ quan chức năng Thành phố Hồ Chí Minh trình cấp quản lý phê duyệt giá bán bất động sản không đúng chức năng, thẩm quyền. Sau đó, công ty thẩm định xác định giá trị nhà đất công sản này thấp hơn quy định nhưng ông Thành không chỉ đạo đơn vị phụ trách làm rõ lý do giảm giá. Hành vi của bị cáo Thành gây thiệt hại cho Nhà nước hơn 3,5 tỷ đồng.
Trước đó, Trung tướng Bùi Văn Thành, Thứ trưởng Bộ Công an bị Bộ Chính trị Đảng Cộng sản Việt Nam quyết định kỷ luật trong cuộc họp hôm 28/7/2018. Bộ Chính trị cũng quyết định cách chức tất cả các chức vụ trong Đảng và giáng cấp bậc hàm đối với ông Bùi Văn Thành (giáng 2 cấp từ trung tướng xuống đại tá). Ông Thành hiện đang giữ các chức vụ Ủy viên Ban Chấp hành Đảng ủy Công an Trung ương nhiệm kỳ 2016-2021 và Ủy viên Ban Chấp hành Đảng bộ Tổng cục Hậu cần - Kỹ thuật Bộ Công an nhiệm kỳ 2010-2015. Trong những vi phạm, khuyết điểm của ông Bùi Văn Thành có chuyện ông "tự ý ký quyết định cho Phan Văn Anh Vũ tham gia đoàn đi nước ngoài và đề nghị cấp hộ chiếu ngoại giao cho Phan Văn Anh Vũ không đúng đối tượng, không đúng tiêu chuẩn".
Cùng tội danh, cựu Thứ trưởng Bộ Công an Trần Việt Tân bị phạt 3 năm tù. Ông Tân bị cho là thiếu trách nhiệm trong việc quản lý, chỉ đạo cục B61 (thuộc Tổng cục Tình báo, Bộ Công an) giúp Vũ xin quyền sử dụng đất công sản tại Đà Nẵng và Tp HCM không qua đấu giá, không sử dụng vào mục đích nghiệp vụ của ngành công an. Từ đó, để Vũ lợi dụng danh nghĩa công ty bình phong và các văn bản của ngành công an để được thuê các nhà, đất công sản theo hình thức chỉ định không qua đấu giá, gây thiệt hại đặc biệt lớn cho ngân sách 155 tỷ đồng.

## Vụ án sai phạm giao đất công sản tại TP HCM
Từ năm 2014 đến 2016, Thứ trưởng Bộ Công an Trần Việt Tân ký các công văn đề nghị UBND TP HCM, Bộ Văn hóa Thể thao - Du lịch "tạo điều kiện" cho Công ty Bắc Nam 79 do Phan Văn Anh Vũ làm Chủ tịch HĐQT (công ty bình phong) được thuê nhà đất 15 Thi Sách phục vụ mục đích an ninh quốc phòng. Ông Nguyễn Hữu Tín (62 tuổi, cựu Phó chủ tịch UBND Thành phố Hồ Chí Minh phụ trách đất đai, môi trường giai đoạn 2011-2016) không báo cho Trưởng ban chỉ đạo 09 và Sở Tài chính tham mưu mà giao Sở Tài nguyên - Môi trường hướng dẫn thủ tục. Các bị cáo Lê Văn Thanh (cựu phó chánh Văn phòng UBND TP. HCM), Nguyễn Thanh Chương (cựu trưởng phòng đô thị thuộc Văn phòng UBND TP. HCM), Đào Anh Kiệt (cựu giám đốc Sở Tài nguyên - môi trường) và Trường Văn Út (cựu phó trưởng phòng quản lý đất Sở Tài nguyên - môi trường) đã tham mưu cho ông Tín ký ban hành chủ trương, quyết định cho thuê đất, bán chỉ định nhà và khấu trừ tiền thuê đất đối với nhà đất số 15 Thi Sách trái quy định, gây thiệt hại hơn 6,7 tỷ đồng hỗ trợ trái pháp luật cho công ty của Vũ "nhôm" và hơn 802 tỷ đồng giá trị quyền sử dụng đất. Do những vi phạm trên, ngày 31.12.2019 tòa tuyên phạt Nguyễn Hữu Tín 7 năm tù; Kiệt 6 năm 6 tháng tù; Út 5 năm; Thanh 4 năm; Chương 3 năm tù.